# مستوصف النعيم
مستوصف النعيم أو مجمع عيادات النعيم الطبي هو أحد المنشآت الطبية الموجودة بالأحساء بالمملكة العربية السعودية.

## الموقع
يقع مستوصف النعيم في حي العسيلة بشارع عمر بن الخطاب في مدينة الهفوف بمحافظة الأحساء.

## التخصصات
يشمل المستوصف تخصصات طبية متعددة مثل: الطب الطبيعي، العيون، الجلدية، الآشعة، جراحة التجميل، الأسنان، والطوارئ.